# Villeneuve-de-Rivière

Villeneuve-de-Rivière este o comună în departamentul Haute-Garonne din sudul Franței. În 2009 avea o populație de 1.569 de locuitori.

## Evoluția populației
| An        | 1975  | 1982  | 1990  | 1999  | 2006  | 2009  |
| --------- | ----- | ----- | ----- | ----- | ----- | ----- |
| Populație | 1.089 | 1.273 | 1.341 | 1.360 | 1.481 | 1.569 |